# 磺胺异𫫇唑
磺胺异𫫇唑是一种磺胺类药物，其INN名称是“Sulfafurazole”。该药物可用于治疗泌尿道感染等病症。该药物在血液中的半衰期暂时未知，在小鼠（经口）体内的LD50（半致死量）为6800mg/kg。